# ورم أرومي كبدي
ورم أرومي كبدي (بالإنجليزية: Hepatoblastoma)‏ هو سرطان خبيث غير شائع يصيب الأطفال والرضّع، يتكون نسيجيًا من خلايا مشابهة للخلايا الكبدية الجنينية والناضجة وخلايا القناة الصفراوية، يتظاهرعادًة على شكل كتلة في البطن، وغالبًا ما يُشخص خلال السنوات الثلاث الأولى من عمر الطفل. يترافق الورم بارتفاع مستويات إلفا فيتو بروتين، ويسوء الإنذار في حال عدم ارتفاع مستوياته عند التشخيص.

## الأعراض والعلامات
غالبًا ما يكون المرضى غير عرضيين عند تشخيص المرض، ولذلك فهو يكشف بمراحل متقدمة.

## الفيزيولوجيا المرضية
ينشأ الورم الأرومي الكبدي على حساب طلائع الخلايا الكبدية غير الناضجة، ويكون وحيد البؤرة بشكله النموذجي، يصيب الفص الأيمن للكبد أكثر من الفص الأيسر، ويمكن أن يعطي نقائل. يُصنف هذا الورم إلى نوعين: النمط الظهاري، والنمط المختلط (الظهاري والمتعلق باللُحمة المتوسطة).
يتطور الورم الأرومي الكبدي لدى الأفراد المصابون بداء البوليبات الغدية العائلي، ويعرف هذا الداء على أنه متلازمة تجمع بين البوليبات القولونية التي تحدث بعمر مبكر، والسرطان الغدي. أثبت أيضًا وجود طفرات بيتا كاتينين لدى المصابين بأورام الأرومة الكبدية المعزولة، وذلك عند ما يقارب 67٪ من المرضى.
تبين وجود دور محتمل لمكونات مسارات التأشير«دبليو أن تي» الإضافية، في التسبب بإحداث الورم الأرومي الكبدي. تتزايد الأدلة التي تثبت أن الورم الأرومي الكبدي مشتق من خلية جذعية متعددة القدرات.
تتضمن المتلازمات المترافقة بخطر مرتفع للإصابة بالورم الأرومي الكبدي: متلازمة بيك ويزدمان، وتثلث الصبغي 18، وتثلث الصبغي 21، ومتلازمة أي كاردي، ومتلازمة لي- فراوميني، ومتلازمة غولدينهار، ومرض فون جيرك، وداء البوليبات الغدي العائلي

## التشخيص
يعتبر عيار إلفا فيتو بروتين الجنيني في الدم الطريقة الأكثر شيوعًا لتحري الورم الأرومي الكبدي. يستخدم مستوى إلفا فيتوبروتين كمؤشر حيوي للمساعدة في تحري وجود سرطان الكبد لدى الأطفال. تكون مستويات إلفا فيتو بروتين مرتفعة نسبيًا لدى الرضع، وتنخفض إلى مستوياتها الطبيعية عند البالغين بحلول السنة الثانية من العمر. يُعتبر المستوى الطبيعي لإلفا فيتو بروتين المصل عند الأطفال أقل من 50 نانوغرام لكل مليلتر (نانوغرام / مل)، و 10 نانوغرام/مل عند البالغين. يعتبر مستوى إلفا فيتو بروتين الذي يزيد عن 500 نانوغرام/مل مؤشرًا مهمًا على الإصابة بالورم الأرومي الكبدي. يستخدم عيارإلفا فيتو بروتين أيضًا كمؤشر على نجاح العلاج، إذ يعود إلى مستوياته الطبيعية في حال نجاح العلاج.

## المعالجة
استُخدِم لعلاج هذا الورم كلًا من الاستئصال الجراحي للورم، والعلاج الكيميائي المساعد قبل الجراحة، وزراعة الكبد. توفر زراعة الكبد الأولية معدل بقيا مرتفع وطويل الأمد وخالٍ من الأمراض بنسبة 80٪، بينما يصل معدل البقيا في حالات الإزالة الكاملة للورم والعلاج الكيميائي المساعد إلى 100٪. يعد وجود النقائل أقوى مؤشر على سوء الإنذار.

## علم الأوبئة
تمثل أورام الكبد 0.5-2% في المائة من أورام الأطفال وهي عاشر الأورام الأكثر شيوعا في الأطفال.
احتمال حدوث الإصابة بورم أرومي كبدي هي 0.9 لكل مليون طفل. متوسط عمر التشخيص هو سنة واحدة؛ ويتم تشخيص معظم المرضى بعمر سنتين.

## روابط خارجية
- National Cancer Institute
- Philadelphia Cancer Cnetre